# Adolfo López Mateos, Sayula de Alemán
Adolfo López Mateos är en ort i Mexiko.   Den ligger i kommunen Sayula de Alemán och delstaten Veracruz, i den sydöstra delen av landet, 500 km öster om huvudstaden Mexico City. Adolfo López Mateos ligger 57 meter över havet och antalet invånare är 255.
Terrängen runt Adolfo López Mateos är platt. Runt Adolfo López Mateos är det glesbefolkat, med 10 invånare per kvadratkilometer. Närmaste större samhälle är Aguilera, 20,0 km norr om Adolfo López Mateos. Omgivningarna runt Adolfo López Mateos är en mosaik av jordbruksmark och naturlig växtlighet.